# Birolla
Pogostost priimka Birolla je po podatkih Statističnega urada Republike Slovenije na dan 1. januarja 2010 manjša kot 5 oseb. 

## Znani nosilci priimka
- Gvido Birolla (1881—1963), slikar